# Hans-Joachim Schellberg
Hans-Joachim Schellberg (* 2. Oktober 1947 in Duisburg) ist ein ehemaliger deutscher Fußballspieler.

## Werdegang
Der Mittelfeldspieler Hans-Joachim Schellberg begann seine Karriere beim TuS Duisburg 48/99, der nach einer Fusion im Jahre 1964 in den Verein Eintracht Duisburg aufging. Im Sommer 1967 wechselte Schellberg zum Bundesligisten MSV Duisburg, wo er jedoch zu keinem Einsatz in der Profimannschaft kam. Zwei Jahre später wechselte er zum Regionalligisten DJK Gütersloh, bevor er 1971 zum TuS Neuendorf weiterzog. Im Sommer 1973 folgte der Transfer zum 1. FC Saarbrücken, mit dem er ein Jahr später Vizemeister der Regionalliga Südwest wurde. In der Aufstiegsrunde zur Bundesliga scheiterten die Saarländer an Eintracht Braunschweig, so dass der Verein nun in der neu geschaffenen 2. Bundesliga weiterspielte. Dort kam Schellberg jedoch nur zweimal zum Einsatz und setzte ab 1975 seine Karriere in Chile fort. Zunächst spielte er drei Jahre für Deportes Concepción, bevor er seine Karriere bei CF Universidad de Chile beendete. Hans-Joachim Schellberg absolvierte zwei Zweitligaspiele sowie 115 Regionalligaspiele, in denen er 18 Tore erzielte.